# Хром'яків
Хром'які́в — село в Україні, у Луцькому районі Волинської області. Входить до складу Олицької міської громади. Населення становить 167 осіб.

## Географія
Село розташоване на лівому березі річки Путилівки.

## Історія
Перша згадка про село сягає 1577 р., коли воно належало до Олицької волості князя Михайла Чорторийського, який платив за нього податок за 7 димів на волоках і 3 димів на півволоках. У 1583 р. належало до князів Радзивіллів, які платила від села податак за 5 димів. В 1610 р. князь Ольбрахт Радзивілл передав Хром'яків на утримання ксьондза нововибудованого в Олиці костелу. Наприкінці ХІХ ст. у селі було 22 будинки і 197 жителів.
У 1906 році село Покощівської волості Дубенського повіту Волинської губернії. Відстань від повітового міста 42 верст, від волості 4. Дворів 25, мешканців 156.
На початку Брусиловського прориву 22 травня (4 червня) 1916 р. Хром'яків був атакований російською піхотою.

## Населення
Згідно з переписом УРСР 1989 року чисельність наявного населення села становила 341 особа, з яких 163 чоловіки та 178 жінок.
За переписом населення України 2001 року в селі мешкало 166 осіб.

### Мова
Розподіл населення за рідною мовою за даними перепису 2001 року:
| Мова       | Відсоток |
| ---------- | -------- |
| українська | 98,80 %  |
| російська  | 1,20 %   |